# Sveinn Aron Guðjohnsen
Sveinn Aron Guðjohnsen (1998. május 12. –) izlandi válogatott labdarúgó, a Sarpsborg 08 játékosa.

## Pályafutása
Fiatal korában a Barcelona akadémiáján is megfordult, de ekkor még hátvédként szerepelt. A katalán akadémiának 2011-ig volt tagja, majd a CF Gava csapatához került. 2015-ben Izlandra igazolt, ahol aláírt a HK Kópavogs csapatához. Miután 10 bajnoki mérkőzésen szerzett 5 gólt felfigyelt rá a Valur csapata és az átigazolási időszakban le is igazolta őt. 2017-ben a Breiðablik csapatát erősítette két szezon erejéig. 2018. július 26-án aláírt az olasz Spezia csapatához. 2019. január 31-én kölcsönbe került az olasz Ravenna csapatához. 2020. szeptember 23-án a dán Odense együttesébe adták kölcsön. 2021. augusztus 11-én a svéd Elfsborg csapatához szerződött 2024-ig. 2024. január 18-án jelentették be, hogy a német Hansa Rostock csapatába igazolt. Augusztus 29-én a norvég Sarpsborg 08 szerződtette, miután felbontotta német klubjával a szerződését.

## Statisztika

### A válogatottban
2023. január 23-án frissítve.
| Izland   | Izland | Izland |
| Év       | Meccs  | Gól    |
| -------- | ------ | ------ |
| 2020     | 0      | 0      |
| 2021     | 8      | 0      |
| 2022     | 9      | 1      |
| 2023     | 2      | 1      |
| Összesen | 19     | 2      |

## Család
Nagyapja, Arnór Guðjohnsen 73-szoros válogatott. Apja, Eiður Guðjohnsen aki részt vett a 2016-os labdarúgó-Európa-bajnokságon. Testvérei, Andri a Lyngby BK, míg Daníel a Malmö FF játékosa. Unokatestvére, Arnór Borg Gudjohnsen a Fylkir játékosa.

## Sikerei, díjai
- Valur
  - Izlandi bajnok: 2017
  - Izlandi kupa: 2016
  - Izlandi szuperkupa: 2017